# Autoramas
Autoramas est un groupe brésilien de rock, originaire de Rio de Janeiro. Le groupe est dirigé par Gabriel Thomaz, fondateur et présent dans toutes les formations du groupe.

## Histoire

### Des débuts au succès
Le groupe est formé par Gabriel Thomaz (guitare et chant) qui, après s'être fait connaître avec son groupe Little Quail and The Mad Birds et avoir connu le succès en tant que compositeur de tubes pour des groupes comme Raimundos et Ultraje a Rigor, s'installe à Rio de Janeiro et invite ses amis Nervoso (batterie) et Simone (basse) à créer un son connu en portugais sous le nom de Rock para Dançar, un mélange de surf music des années 1960 et de new wave des années 1980, avec des influences de rockabilly, de Jovem Guarda et l'énergie du punk rock, avec des guitares aux sonorités saisissantes, des basses distordues et des rythmes qui invitent à la danse.
Fin 2009, le CD-DVD MTV Presents Autoramas Unplugged sort. Le groupe devient ainsi  le seul à produire un album acoustique dans la série MTV Apresenta. En octobre 2010, le groupe se produit au festival SWU à Itu, dans l'État de São Paulo. En octobre 2010, le groupe se produit au festival SWU à Itu,. En juin 2011, Autoramas lance une campagne de financement participatif pour récolter des fonds et finaliser l'enregistrement de leur nouvel album studio, Música Crocante. La collecte de fonds est un succès,, et l'album sort en octobre de la même année,,.
En 2013, Autoramas s'associe à BNegão pour enregistrer l'EP Auto Boogie. Produit par Frejat, l'enregistrement sort en format numérique au début du mois de septembre, la version « physique » ne sortant qu'en vinyle. L'EP est un aperçu du partenariat des musiciens lors de leur participation au festival Rock in Rio, qui s'est déroulé le 14 du même mois. En novembre de la même année, le groupe sort le DVD Autoramas Internacional, également produit grâce au financement participatif. Enregistré sous forme de documentaire, il présente des enregistrements amateurs des Autoramas en tournée dans des pays tels que l'Allemagne, l'Espagne, l'Angleterre et le Chili, entre autres, entrecoupés des clips de leurs albums les plus récents à cette époque. En février 2014, ils publient le clip de la chanson Domina, tirée de leur album Música Crocante.

### Arrivée d'Érika Martins
Début 2015, Autoramas annonce un nouveau line-up et seul Gabriel Thomaz (chant) reste un membre original, rejoignant Melvin (basse), Fred Castro (ex-batteur de Raimundos) et Érika Martins (ex-Penélope) à la guitare, aux percussions, aux claviers et au chant,,,. L'ancien batteur Bacalhau part pour revenir au line-up original de Planet Hemp. Avec ce nouveau line-up, en mai 2015, ils sortent O Futuro dos Autoramas,. La même année, ils effectuent une nouvelle tournée internationale, participant au festival SXSW aux États-Unis et au Mexique.
En septembre 2015, ils se produisent sur Rock Street lors du festival Rock in Rio. En octobre 2016, ils changent de batteur, Fred Castro, partant rejoindre Fábio Lima, et partent pour leur quatorzième tournée européenne avec Jairo Fajersztajn à la basse. La tournée comprend des concerts en Allemagne, en Autriche et au Portugal, où ils enregistrent un programme pour la chaîne RTP3. Le single Quando a Polícia Cheggar reste dans le Top 30 de Rádio Antena3 au Portugal pendant cinq mois, sa meilleure position étant la septième. Au Brésil, le single atteint la première place sur les principales stations de radio rock du pays. Le single Verão reste dans les charts portugais pendant des mois, sa meilleure position étant la deuxième.
En octobre 2017, ils sortent le clip de Problema Seu, un titre qui fait partie de l'album O Futuro dos Autoramas. En juillet 2018 sort Libido,,, élu 13e meilleur album brésilien de 2018 par le magazine Rolling Stone Brasil et l'un des 25 meilleurs albums brésiliens du premier semestre 2018 par l'Associação Paulista de Críticos de Arte. De l'album sont issus les clips des singles Sofas, Armchairs and Chairs, Stressed Out et Ding Dong. Fin 2018, le disque A 300 KM por Hora - Um tributo aos Autoramas sort, dans lequel 41 artistes indépendants de 11 États brésiliens interprètent les chansons du groupe,,. En avril 2019, ils se produisent à Lollapalooza Brasil, à São Paulo,.
En octobre 2020, ils sortent le clip du morceau Dinâmica de Bruto, avec une animation réalisée et développée par le dessinateur Leandro Franco et la participation spéciale de Luiz Thunderbird. Le 22 janvier 2022, ils sortent leur album éponyme, reporté en raison de la pandémie de Covid-19. Le premier single de l'album sort en 2021, le morceau A cara do Brasil, une collaboration avec Rodrigo Lima de Dead Fish, qui fait également l'objet d'un clip. En 2022 sort le single Noias normais, inédit, composé par Gabriel Thomaz en partenariat avec Gustavo Mini, puis le single No Dope, dont le clip est réalisé par Nacho Martín. Toujours en 2022, le groupe s'associe à la chanteuse Fernanda Takai pour un projet de chansons des Beatles intitulé Autoramas e Fernanda Takai cantam Beatles.
En 2023, le groupe annonce une pause et Thomaz lance un projet solo.

### Nouveau line-up
Début 2024, le groupe annonce son retour avec un nouveau line-up composé de Gabriel (chant et guitare), Jairo Fajer (basse), Igor Sciallis (batterie) et Luma Lumee (claviers, percussions et chant).

## Discographie

### Albums studio
- 2000 : Stress, Depressão e Síndrome do Pânico
- 2001 : Vida Real
- 2003 : Nada Pode Parar Os Autoramas
- 2007 : Teletransporte
- 2009 : MTV Apresenta Autoramas Desplugado
- 2011 : Música Crocante
- 2016 : O Futuro Dos Autoramas
- 2018 : Libido
- 2020 : B-Sides and Extras Vol. 1
- 2021 : B-Sides abd Extras Vol. 2
- 2022 : Autointitulado

### Cassettes audio
- 1999 : Motocross/Bahamas (Monstro Discos)
- 2002 : HxCxlx (Monstro Discos)
- 2008 : Catchy Chorus/Paciência (Gravadora Discos)
- 2010 : Couldn´t Care At All/Samba-Rock Do Bacalhau (Gravadora Discos)
- 2017 : Jet To The Jungle/Demais (Hearts Bleed Blue)
- 2017 : Autoramas/Mundo Alto (Hearts Bleed Blue)

### Compilations
- 2001 : Full Speed Ahead (Japon)
- 2005 : RRRRRRRROCK (Monstro Discos)
- 2007 : Mucho Gusto (Argentine)
- 2010 : 14 Laps
- 2015 : Unsere Favoriten (Allemagne)

### DVD
- 2009 : MTV Apresenta: Autoramas Desplugado
- 2013 : Autoramas Internacional